# Войцех Рушковський
Войцех Роман Рушковський (нар. 29 травня 1897 року у Львові — пом. 29 грудня 1976 року у Кракові) — польський актор театру, музики та кіно.

## Життєпис
Народився у сім'ї Ришарда Рушковського та Гелени Збоїнської. Закінчив середню школу та склав іспит на зріст у Відні . 
У 1918 році добровільно вступив до лав Польської армії. 
З 9 листопада по 13 грудня 1918 року навчався у класі "J" Офіцерської кадетської школи в Оструві Мазовецькому. Закінчив її з 4-м місцем . 
Брав участь у обороні Львова. У 1919 році був поранений. Після війни йому було присвоєно звання лейтенанта зі старшинством з 1 червня 1919 року в корпусі запасних піхотних офіцерів. 
Служив у відділі IIIa Канцелярії Тісної Військової Ради у Варшаві, офіцером 8-го піхотного полку Легіонів. 
31 січня 1925 року був переведений у запас . 
У 1934 році залишався в обліку Окружного вербувального командування міста Варшава III. Його було призначено до кадрового складу окружного офіцера № I. На той час він був «призначений для використання під час війни» .
Акторська діяльність
У 1924 р. — закінчив драматичний факультет Варшавської консерваторії.
У1924 р. — почав виступати  під прізвищем своєї матері, Збоїнський. 
У 1926 р. одружився з Ядвігою Мікулецькою. 
У 1920-х роках виступав у Варшаві, Сосновці, Катовіце, Львові та Кракові, Відні та Зальцбурзі. 
У 1931 р. повернувся до Варшави де виступав до початку Другої світової війни.
З 1941 року виступав у публічних театрах Варшави. Після падіння Варшавського повстання він переїхав до Кракова, де знову виступав у публічному Краківському Повшечному театрі. 
Після війни Верифікаційна комісія ZASP заборонила йому виступати у Варшаві.  Виступав у нічних клубах Кракова та Вроцлава. 
З 1949 року був членом Драматичних театрів Кракова.
З 1954 року — членом ансамблю Старого театру.
У 1974 р. — вийшов на пенсію.
Похований у Кракові на Раковицькому цвинтарі (ділянка XVII-захід-24 (справа))  .

## Відзнаки
- Медаль 10-ї річниці Польської Народної Республіки (28 січня 1955 року).

## Фільмографія
- 1966 Стіна відьом — професор Кароль Яніцький
- 1959 Лотна - як органістка
- 1959 Загальна кімната - як містер Бове
- 1939/1940 Спортсмен проти своєї волі - в ролі готельного детектива Джемса
- 1939 Білий негр - у ролі лікаря, гість на вечірці Севіцьких
- 1937 «Дружина дипломата» - в ролі Яна Вольського; він з'явився у польській версії фільму
- 1935 Любовні маневри, або Дочка полку
- 1935 Два Йоазії - в ролі Міхала Грубського, друга Ростальського
- 1934 Улан присягає - як капітан Якубек
- 1934 Любить, любить, поважає - як граф
- 1934 Що мій чоловік робить вночі... — Валері, наречений Казії
- 1933 Прокурор Аліція Горн - у ролі Мульського, секретаря районного суду

## Театральні та ревю-вистави
- 1924 – Медіа
- 1925 – Орлова
- 1926 – 80 ночей у підземному світі
- 1931 – Веселка над Варшавою, театр «Морське око»
- 1932 – Вікторія, театр «Новощі».
- 1932 – Пеппіна, «8.30»
- 1933 – Бал у Савойї, «Велика оперета»
- 1933 – Ні, ні, Нанетт, «8.30»
- 1934 – Під білим конем, «8.30»
- 1934 – Щастя на горищі, «Малий театр»
- 1934 – Виставка № 1
- 1935 – Пригоди в Гранд-готелі, «Велике ревю»
- 1936 – Гейша, «Велика оперета Королевича-Вайдової»
- 1936 – Закохана королева, «Театр на вулиці Карова»
- 1936 – Поцілунок і нічого більше, «Театр Багатела»
- 1937 – Танцівниця з Андалусії, «Театр на вулиці Карова»
- 1937 – Подвійне життя міс Лени, «Велике ревю»
- 1937 – Магія вальсу, «Велике ревю»
- 1937 – Кохання при свічках, « Літній театр у Варшаві »
- 1938 – Дудек, «Велике ревю»
- 1939 – У пошуках зірок, «Велике ревю»
- 1939 – Відкритий сезон, «Алі-Баба»